# Шаинце
Шаинце или Шаинци (на сръбски: Шајинце или Šajince) е село в община Търговище, Пчински окръг, Сърбия.

## История
Църквата „Свети Йоан Богослов“ е от XVIII век. В края на XIX век Шаинце е село в Прешевска каза на Османската империя. Според статистиката на Васил Кънчов („Македония. Етнография и статистика“) от 1900 година Шанци е населявано от 320 жители българи християни. Според патриаршеския митрополит Фирмилиан в 1902 година в Шаинце има 57 сръбски патриаршистки къщи. По данни на секретаря на Българската екзархия Димитър Мишев („La Macédoine et sa Population Chrétienne“) в 1905 година в Шаинци (Chaïntzi) има 320 българи патриаршисти гъркомани.
В 2002 година в селото живеят 88 сърби, 1 македонец и 1 албанец.

## Население
- 1948- 311
- 1953- 282
- 1961- 253
- 1971- 166
- 1981- 113
- 1991- 79
- 2002- 90